# Copelatus anastomosans
Copelatus anastomosans är en skalbaggsart som beskrevs av Guignot 1952. Copelatus anastomosans ingår i släktet Copelatus och familjen dykare. Inga underarter finns listade i Catalogue of Life.